# Vyacheslav Futorny
Vyacheslav M. Futorny (3 de junho de 1961) é um matemático ucraniano, que trabalha com álgebra de Lie afim e sua teoria de representação. É professor da Universidade de São Paulo.

## Formação acadêmica
Futorny obteve um doutorado em Matemática no ano de 1987 na Universidade de Kiev, orientado por Juri Drozd, com a tese Gewichts-Module über halbeinfachen Liealgebren, onde obteve a habilitação em 1995. 
Realizou um pós-doutorado na Universidade de Oslo, Noruega em 1991 e outro na Queen's University, Canadá em 1993.

## Carreira
É professor livre docente da Universidade de Kiev e titular do Instituto de Matemática e Estatística da Universidade de São Paulo, além de ter atuado como professor visitante nas universidades de Queen, Carleton, Utah e Sydney.

## Reconhecimento
Foi palestrante convidado do Congresso Internacional de Matemáticos no Rio de Janeiro (2018).

## Publicações selecionadas
- Drozd, Y.A., Futorny, V.M., Ovsienko, S.A. (1994). Harish-Chandra Subalgebras and Gelfand-Zetlin Modules. In: Dlab, V., Scott, L.L. (eds) Finite Dimensional Algebras and Related Topics. NATO ASI Series, vol 424. Springer, Dordrecht. https://doi.org/10.1007/978-94-017-1556-0_5
- Futorny, V., 1987. The weight representations of semisimple finite-dimensional Lie algebras. Kiev University.
- Cox, B. Futorny, V. and Melville, D. 1996. Categories of nonstandard highest weight modules for affine Lie algebras. Mathematische Zeitschrift, Vol. 221, Issue. 1, p. 193.
- Billig, Yuly and Futorny, Vyacheslav. "Classification of irreducible representations of Lie algebra of vector fields on a torus" Journal für die reine und angewandte Mathematik (Crelles Journal), vol. 2016, no. 720, 2016, pp. 199-216. https://doi.org/10.1515/crelle-2014-0059
- Martins, Renato A. 2013. 𝕁-Intermediate Wakimoto Modules. Communications in Algebra, Vol. 41, Issue. 10, p. 3591.

## Prêmios e reconhecimentos
- Membro titular da Academia Brasileira de Ciências desde 5 de maio de 2015.[1]
- Atuou como editor-chefe do periódico São Paulo Journal of Mathematical Sciences de 2014 a 2018.[6]